# Elvira Dones
Elvira Dones, née dans la ville côtière albanaise de Durrës en 1960, est une romancière albanaise, mais aussi une journaliste, scénariste et productrice de film documentaire.

## Biographie
Née en 1960 à Durrës, Elvira Dones est diplômée de l'université de Tirana. En 1988, elle est employée par la télévision d'État albanaise et à ce titre et rend en Suisse, où elle fait défection. Jugée par contumace pour trahison en Albanie, elle est condamnée à une peine de prison et ne peut plus voir son jeune fils jusqu'à l'effondrement du régime communiste en Albanie en 1992. De 1988 à 2004, Elvira Dones vit en Suisse, où elle exerce la profession d'écrivain et de journaliste de télévision. Elle écrit, réalise et produit plusieurs documentaires. À partir de 2004, elle vit aux États-Unis,  jusqu'en 2015, date à laquelle elle revient en Europe.
Ses œuvres se distinguent par leur style, mélange de narration fictive et d'enquête journalistique avec un regard sévère sur l'Albanie et les pays proches.
Ainsi, son ouvrage écrit en italien Piccola guerra perfetta [ que l'on peut traduire en Une petite guerre parfaite,], est consacré aux horreurs endurées par les populations durant la guerre du Kosovo et au courage des femmes. C'est le livre « coup de cœur » de l'édition 2016 du Prix littéraire des jeunes Européens. 
Un de ses autres romans, Vergine giurata, est inspiré par une tradition albanaise dite de la Vierge sous serment. Il a fait l'objet d'une adaptation cinématographique éponyme, pour le titre en français, sortie en 2015,.

## Œuvre
- Senza bagagli, Lecce : Besa, 1998
- Sole bruciato, Milano : Feltrinelli, 2001  (Soleil brûlé, traduction de Catherine Pierre-Bon, Paris : Anne Carrière, 2005)
- Bianco giorno offeso, Novara : Interlinea (it), 2004
- Vergine giurata, Milano : Feltrinelli, 2007
- I mari ovunque, Novara : Interlinea (it), 2007
- Piccola guerra perfetta, Torino : Einaudi, 2011  (Une petite guerre parfaite, traduction de Leila Pailhés, Paris : Métailié, 2013)
- La breve vita di Lukas Santana, Milano, La nave di Teseo, 2023

## Scénario de films
- 2005 : Linea di confine (mini-serie télévisée)
- 2007 : Roulette
- 2015 : Vergine giurata (Vierge sous serment), réalisation et scénario de Laura Bispuri d'après le roman éponyme d'Elvira Dones